# بي 90 (قنبلة نووية)

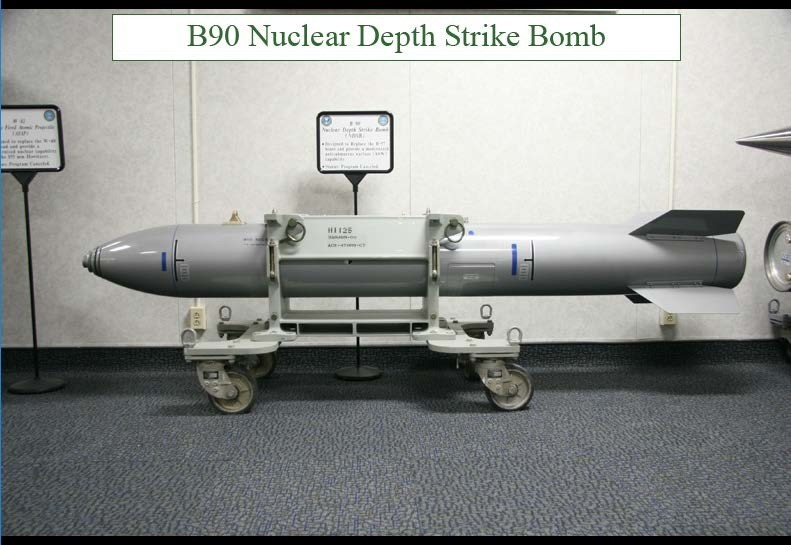

القنبلة النووية بي 90  هي قنبلة نووية حرارية أمريكية صممت في منتصف وأواخر الثمانينيات وألغيت قبل إدخالها في الخدمة العسكرية بسبب نهاية الحرب الباردة مما جعل تطوير المزيد من الأسلحة النووية غير ضروري.
كان المقصود من تصميم بي 90 لاستخدامها كسلاح للطائرات البحرية لاستخدامها في القنبلة النووية للأعماق وكقنبلة ضربة الهجوم على الأراضي. كان القصد من استبدال القنبلة النووية بي 57 المستخدمة من قبل البحريةالأمريكية. وقد دخل تصميم القنبلة بي 90 إلى هندسة التطوير للمرحلة الثالثة في يونيو 1988.
تم إلغاء بي 90 في سبتمبر 1991 إلى جانب الرؤوس الحربية النووية دبليو 89 و دبليو 91. لم يتم بناء أي نماذج إنتاج من بي 90 على الرغم من أن وحدات الاختبار قد تم إنشاؤها واستمر اختبار الأسلحة النووية الأمريكية حتى عام 1992.